# Landbote
Landbote, tysk, även i svenska historiska arbeten kring sekelskiftet 1900 använd benämning på adelsfullmäktig (latin nuntius terrestris, polska poseł) vid Polens parlament. 
Ordet har även en andra betydelse; i titeln till Georg Büchners 1834 utgivna pamflett Der Hessische Landbote betyder ordet lantbrevbärare.